# Discografia di 21 Savage
La discografia di 21 Savage è composta da sei album in studio, di cui tre progetti collaborativi, due mixtape, tre EP e un totale di 27 singoli.

## Album

### Album in studio
| Anno                                                                                          | Titolo | Posizione massima | Posizione massima | Posizione massima | Posizione massima | Posizione massima | Posizione massima | Posizione massima | Posizione massima | Posizione massima | Certificazioni           |
| Anno                                                                                          | Titolo | US                | US R&B/HH         | AUS               | CAN               | FRA               | ITA               | NZ                | SWE               | UK                | Certificazioni           |
| --------------------------------------------------------------------------------------------- | --- | ----------------- | ----------------- | ----------------- | ----------------- | ----------------- | ----------------- | ----------------- | ----------------- | ----------------- | ------------------------ |
| 2017                                                                                          | Issa Album - Pubblicato: 7 luglio 2017 - Etichetta: Slaughter Gang, Epic - Formati: CD, LP, download digitale, streaming      | 2                 | 2                 | 42                | 8                 | 106               | 76                | 27                | 37                | 42                | - US: Oro - CAN: Platino |
| 2018                                                                                          | I Am > I Was - Pubblicato: 21 dicembre 2018 - Etichetta: Slaughter Gang, Epic - Formati: CD, LP, download digitale, streaming | 1                 | 1                 | 30                | 3                 | —                 | 95                | 23                | 13                | 33                | - US: Platino - CAN: Oro |
| 2024                                                                                          | American Dream - Pubblicato: 12 gennaio 2024 - Etichetta: Slaughter Gang, Epic - Formati: CD, download digitale, streaming    | 1                 | 1                 | 1                 | 1                 | 5                 | 7                 | 1                 | 4                 | 2                 |                          |
| "—" indica che l'opera non si è classificata o che non è stata pubblicata in quel territorio. | |                   |                   |                   |                   |                   |                   |                   |                   |                   |                          |

### Album in collaborazione
| Titolo                                                                                        | Dettagli | Posizione massima | Posizione massima | Posizione massima | Posizione massima | Posizione massima | Posizione massima | Posizione massima | Posizione massima | Posizione massima |
| Titolo                                                                                        | Dettagli | US                | US R&B/HH         | AUS               | CAN               | FRA               | ITA               | NZ                | SWE               | UK                |
| --------------------------------------------------------------------------------------------- | --- | ----------------- | ----------------- | ----------------- | ----------------- | ----------------- | ----------------- | ----------------- | ----------------- | ----------------- |
| Without Warning (con Offset e Metro Boomin)                                                   | - Pubblicato: 31 ottobre 2017 - Etichetta: Slaughter Gang, Epic, Quality Control, Motown, Capitol, Boominati Worldwide, Republic - Formati: download digitale | 4                 | 2                 | 39                | 5                 | 76                | 77                | 15                | 13                | 41                |
| Savage Mode II (con Metro Boomin)                                                             | - Pubblicazione: 2 ottobre 2020 - Etichetta: Slaughter Gang, Boominati, Epic, Republic - Formato: download digitale, streaming, LP                            | 1                 | —                 | 4                 | —                 | 15                | 13                | 5                 | —                 | 10                |
| Her Loss (con Drake)                                                                          | - Pubblicazione: 4 novembre 2022 - Etichetta: OVO Sound, Slaughter Gang, Republic, Epic - Formato: download digitale, streaming                               | 1                 | 1                 | 2                 | 1                 | 10                | 3                 | 2                 | 2                 | 1                 |
| "—" indica che l'opera non si è classificata o che non è stata pubblicata in quel territorio. | |                   |                   |                   |                   |                   |                   |                   |                   |                   |

### Mixtape
| Anno | Titolo e dettagli                                                                                      |
| ---- | --- |
| 2015 | The Slaughter Tape - Pubblicato: 15 maggio 2015 - Etichetta: autoprodotto - Formato: download digitale |
| 2015 | Slaughter King - Pubblicato: 1 dicembre 2015 - Etichetta: autoprodotto - Formato: download digitale    |

## EP
| Anno                                                                                          | Titolo e dettagli | Posizione massima | Posizione massima | Posizione massima | Certificazioni |
| Anno                                                                                          | Titolo e dettagli | US                | US R&B/ HH        | US Rap            | Certificazioni |
| --------------------------------------------------------------------------------------------- | --- | ----------------- | ----------------- | ----------------- | -------------- |
| 2015                                                                                          | Free Guwop (con Sonny Digital) - Pubblicato: 2 luglio 2015 - Etichetta: autoprodotto - Formato: download digitale, streaming                   | —                 | —                 | —                 |                |
| 2016                                                                                          | Savage Mode (con Metro Boomin) - Pubblicato: 15 luglio 2016 - Etichetta: autoprodotto - Formato: LP, download digitale, streaming              | 23                | 9                 | 7                 | - USA: Oro     |
| 2021                                                                                          | Spiral: From the Book of Saw Soundtrack - Pubblicato: 15 luglio 2016 - Etichetta: Slaughter Gang, Epic - Formato: download digitale, streaming | 127               | —                 | —                 |                |
| "—" indica che l'opera non si è classificata o che non è stata pubblicata in quel territorio. | |                   |                   |                   |                |

## Singoli

### Come artista principale
| Anno                                                                                          | Titolo                                                       | Posizione massima | Posizione massima | Posizione massima | Posizione massima | Posizione massima | Posizione massima | Certificazioni                                                             | Album                                                |
| Anno                                                                                          | Titolo                                                       | US                | US R&B/HH         | AUS               | CAN               | NZ                | UK                | Certificazioni                                                             | Album                                                |
| --------------------------------------------------------------------------------------------- | ------------------------------------------------------------ | ----------------- | ----------------- | ----------------- | ----------------- | ----------------- | ----------------- | -------------------------------------------------------------------------- | ---------------------------------------------------- |
| 2014                                                                                          | Picky                                                        | —                 | —                 | —                 | —                 | —                 | —                 |                                                                            | The Slaughter Tape                                   |
| 2016                                                                                          | One Foot                                                     | —                 | —                 | —                 | —                 | —                 | —                 |                                                                            | Free Guwop                                           |
| 2016                                                                                          | Red Opps                                                     | 74                | 31                | —                 | —                 | —                 | —                 | - USA: Platino                                                             | Free Guwop                                           |
| 2016                                                                                          | X (con Metro Boomin feat. Future)                            | 36                | 12                | —                 | 66                | —                 | —                 | - USA: 2x Platino - CAN: 2x Platino                                        | Savage Mode                                          |
| 2016                                                                                          | No Heart                                                     | 43                | 17                | —                 | 79                | —                 | —                 | - USA: 2x Platino - UK: Argento - CAN: Platino                             | Savage Mode                                          |
| 2017                                                                                          | Bank Account                                                 | 12                | 5                 | 55                | 16                | 39                | 41                | - USA: 4x Platino - AUS: 2x Platino - UK: Oro - ITA: Oro - CAN: 4x Platino | Issa Album                                           |
| 2018                                                                                          | Cocky (con ASAP Rocky e Gucci Mane feat. London on da Track) | —                 | —                 | —                 | 83                | —                 | —                 |                                                                            | The Uncle Drew Motion Picture Soundtrack             |
| 2019                                                                                          | A Lot (feat. J.Cole)                                         | 12                | 5                 | 61                | 21                | 26                | 29                | - USA: 3× Platino - AUS: Oro - UK: Argento - CAN: Platino                  | I Am > I Was                                         |
| 2019                                                                                          | Immortal                                                     | 55                | 25                | —                 | 58                | 15                | —                 |                                                                            | Non-album single                                     |
| 2020                                                                                          | Secret (feat. Summer Walker)                                 | —                 | —                 | —                 | —                 | 16                | —                 |                                                                            | Non-album single                                     |
| 2020                                                                                          | Runnin (con Metro Boomin)                                    | 9                 | —                 | —                 | —                 | 5                 | 43                |                                                                            | Savage Mode II                                       |
| 2020                                                                                          | Mr. Right Now (con Metro Boomin feat. Drake)                 | 10                | —                 | 39                | —                 | 3                 | 28                |                                                                            | Savage Mode II                                       |
| 2021                                                                                          | Spiral                                                       | —                 | —                 | —                 | —                 | —                 | —                 |                                                                            | Spiral: From the Book of Saw Sountrack               |
| 2021                                                                                          | My Life (con J. Cole e Morray)                               | 2                 | 1                 | 11                | 8                 | 5                 | 13                | - USA: Platino (2) - UK: Argento                                           | The Off-Season                                       |
| 2021                                                                                          | Lazy Susan (con Rich Brian feat. Warren Hue e MaSiWei)       | —                 | —                 | —                 | —                 | —                 | —                 |                                                                            | Shang-Chi and the Legend of the Ten Rings: The Album |
| 2022                                                                                          | Don't Play That (con King Von)                               | 40                | 11                | —                 | 45                | —                 | —                 | - USA: Oro                                                                 | What It Means to Be King                             |
| 2022                                                                                          | Peru (Remix) (con Fireboy DML e Blxst)                       | —                 | —                 | —                 | —                 | —                 | —                 |                                                                            | Non-album single                                     |
| 2022                                                                                          | Run (con YG e Tyga feat. Bia)                                | —                 | —                 | —                 | —                 | —                 | —                 |                                                                            | Non-album single                                     |
| 2022                                                                                          | New Money (con Calvin Harris)                                | —                 | —                 | —                 | —                 | —                 | —                 |                                                                            | Funk Wav Bounces Vol. 2                              |
| 2022                                                                                          | Slide (Remix) (con Madmarcc)                                 | —                 | —                 | —                 | —                 | —                 | —                 |                                                                            | Non-album single                                     |
| 2022                                                                                          | Circo Loco (con Drake)                                       | 8                 | 7                 | 9                 | 5                 | 35                | 7                 |                                                                            | Her Loss                                             |
| 2022                                                                                          | One Mic, One Gun (con Nas)                                   | —                 | —                 | —                 | —                 | —                 | —                 |                                                                            | Magic 2                                              |
| 2023                                                                                          | Creepin' (con Metro Boomin e The Weeknd)                     | 3                 | 2                 | 8                 | 1                 | 6                 | 7                 | - USA: 2× Platino - CAN: 3x Platino - UK: Platino                          | Heroes & Villains                                    |
| 2023                                                                                          | Good Good (con Usher feat. Summer Walker)                    | 25                | 7                 | —                 | —                 | —                 | —                 |                                                                            | Coming Home                                          |
| 2023                                                                                          | Call Me Revenge (feat. D4vd)                                 | —                 | —                 | —                 | —                 | —                 | —                 |                                                                            | Call of Duty: Modern Warfare III soundtrack          |
| 2024                                                                                          | Redrum                                                       | 5                 | 2                 | 16                | 7                 | 11                | 11                | - CAN: Oro                                                                 | American Dream                                       |
| 2024                                                                                          | N.H.I.E. (con Doja Cat)                                      | 19                | 9                 | 51                | 15                | 37                | 27                |                                                                            | American Dream                                       |
| 2024                                                                                          | Née-Nah (con Travis Scott e Metro Boomin)                    | 10                | 5                 | 34                | 8                 | 23                | 23                |                                                                            | American Dream                                       |
| "—" indica che l'opera non si è classificata o che non è stata pubblicata in quel territorio. |                                                              |                   |                   |                   |                   |                   |                   |                                                                            |                                                      |

### Come artista ospite
| Anno | Titolo                                                                           | Posizione massima | Posizione massima | Posizione massima | Posizione massima | Posizione massima | Posizione massima | Certificazioni | Album                            |
| Anno | Titolo                                                                           | US                | US R&B/HH         | AUS               | CAN               | NZ                | UK                | Certificazioni | Album                            |
| ---- | -------------------------------------------------------------------------------- | ----------------- | ----------------- | ----------------- | ----------------- | ----------------- | ----------------- | --- | -------------------------------- |
| 2016 | Did Dat (MobSquad Nard feat. 21 Savage e 1200 Yak)                               | —                 | —                 | —                 | —                 | —                 | —                 | | Everything Clean, But da Ashtray |
| 2016 | Lit (DJ Scream feat. 21 Savage, Juicy J e Young Dolph)                           | —                 | —                 | —                 | —                 | —                 | —                 | | Non-album single                 |
| 2016 | Sneakin' (Drake feat. 21 Savage)                                                 | 28                | 8                 | 81                | 20                | —                 | 52                | - USA: Platino | Non-album single                 |
| 2017 | Gucci On My (Mike Will Made It feat. 21 Savage YG e Migos)                       | —                 | 41                | —                 | —                 | —                 | —                 | | Ransom 2                         |
| 2017 | Rockstar (Post Malone feat. 21 Savage)                                           | 1                 | 1                 | 1                 | 1                 | 1                 | 1                 | - USA: 8x Platino - AUS: 8x Platino - ITA: 4x Platino - UK: 3x Platino - DAN: 2x Platino - CAN: Diamante - NZ: 2x Platino | Beerbongs & Bentleys             |
| 2017 | No Flag (London On Da Track feat. Nicki Minaj, 21 Savage e Offset)               | —                 | —                 | —                 | —                 | —                 | —                 | | Non-album single                 |
| 2017 | Pull Up N Wreck (Big Sean e Metro Boomin feat. 21 Savage)                        | 80                | 39                | —                 | 82                | —                 | —                 | | Double or Nothing                |
| 2017 | Crisis (Rich Brian feat. 21 Savage)                                              | —                 | —                 | —                 | —                 | —                 | —                 | | Non-album single                 |
| 2017 | Krippy Kush (Remix) (Farruko, Bad Bunny e Nicki Minaj feat. 21 Savage e Rvssian) | 75                | —                 | —                 | —                 | —                 | —                 | | Non-album single                 |
| 2017 | Bartier Cardi (Cardi B feat. 21 Savage)                                          | 14                | 7                 | 77                | 23                | 1                 | 40                | - USA: 3× Platino - UK: Argento - CAN: 2× Platino                                                                         | Invasion of Privacy              |
| 2018 | Rover 2.0 (BlocBoy JB feat. 21 Savage)                                           | —                 | 49                | —                 | —                 | —                 | —                 | | Simi                             |
| 2018 | Outsanding (SahBabii feat. 21 Savage)                                            | —                 | —                 | —                 | —                 | —                 | —                 | | Non-album single                 |
| 2018 | Since When (Young Nudy feat. 21 Savage)                                          | —                 | —                 | —                 | —                 | —                 | —                 | | Non-album single                 |
| 2019 | Enzo (DJ Snake e Sheck Wes feat. Offset, 21 Savage e Gucci Mane)                 | —                 | —                 | —                 | —                 | 21                | —                 | | Carte Blanche                    |
| 2019 | Focus (Bazzi feat. 21 Savage)                                                    | —                 | —                 | 92                | —                 | 17                | —                 | | Soul Searching                   |
| 2019 | 100 Bands (DJ Mustard feat. 21 Savage, Quavo, Meek Mill e YG)                    | —                 | —                 | —                 | —                 | 29                | —                 | | Perfect Ten                      |
| 2019 | Motivation (Savage Remix) (Normani feat. 21 Savage)                              | —                 | —                 | —                 | —                 | —                 | —                 | | Non-album single                 |